# Paris-Magie
Paris-Magie de Germaine Tailleferre est une musique de ballet composée en 1948 et créée à l'Opéra-Comique le 13 mai 1949 sur des décors et des costumes de Félix Labisse et une chorégraphie de Jean-Jacques Etcheverry. La partition est éditée depuis 1998 par Musik Fabrik.

## Genèse
C'est au cours d'une visite auprès de l'écrivain Henry Malherbe que Germaine Tailleferre reçoit la commande de cette musique de ballet. La composition de la musique se situe entre juillet et août 1948 à Grasse. Le duo de pianistes américains formé par Arthur Gold et Robert Fizdale en 1946 est invité à Grasse par Germaine Tailleferre. Ils déchiffrent la partition écrite pour deux pianos avant son orchestration. Le livret est écrit par Lise Deharme, l'amie de Germaine depuis la Première Guerre mondiale.

## Création et réception
L'œuvre est créée le 13 mai 1949 à l’Opéra-Comique à Paris sous la direction de Richard Blareau. Les décors et costumes sont de Félix Labisse et la chorégraphie de Jean-Jacques Etcheverry.
La réception de l'œuvre est bonne, notamment celle du critique Claude Rostand qui écrit que la compositrice a eu « la coquetterie de nous offrir une des plus jolies partitions de ballet que ce bon Opéra-Comique ait eu la bonne idée de nous faire entendre depuis longtemps ». La violoniste Hélène Jourdan-Morhange s'exprime dans le journal Le Soir où elle confesse retrouver dans cette musique « la ligne des Six : gaieté et ironie ».

## Structure et analyse

### Argument
L'argument a pour cadre les puces de Saint-Ouen en banlieue nord de Paris. Cet argument humoristique plaît à Germaine Tailleferre qui aime « s'balader Porte de Saint-Ouen, au marché Biron, pas loin de Saint-Denis ».